# Cómo cazar a un monstruo
Cómo cazar a un monstruo es una miniserie documental española de 2024, escrita y dirigida por Carles Tamayo, sobre el pederasta Lluís Gros, condenado en 2021 a 23 años y 8 meses de prisión por abusar de menores en calidad de gerente de un cine de Masnou (Barcelona, España).
La miniserie fue producida por Bambú Producciones y Amazon Studios. Su escritura también recibió la revisión de Ramón Campos. Se publicó y distribuyó a través de la plataforma de streaming de Amazon, Prime Video.

## Sinopsis
En noviembre de 2021, Lluís Gros, antiguo gerente del cine La Calàndria de Masnou (Barcelona, España), es condenado por abuso de menores por parte del Tribunal Supremo, que viene a confirmar la sentencia original de la Sección Sexta de la Audiencia Provincial de Barcelona que en septiembre de 2019 lo condena a 23 años y 8 meses de cárcel.
En los mismos meses, el youtuber y periodista Carles Tamayo, es contactado por el mismo Lluís Gros para que realice un documental sobre su vida y su pasión por el cine, que quiere que vea la luz para limpiar su imagen de lo que él califica como «denuncias falsas».
Durante un periodo de seis meses, Carles Tamayo filmará su documental sobre Lluís Gros al tiempo que él cree que está filmando el documental que él le pidió hasta llegar a mayo del 2022, cuando se consigna una orden de busca y captura para ingresar inmediatamente en prisión al condenado Lluís Gros.

## Estreno
La miniserie documental fue presentada en el FesTVal de Vitoria de 2024 y estrenada el 6 de septiembre de 2024 en la plataforma Prime Video.
La recepción del documental fue mayoritariamente positiva. FilmAffinity lo calificó con 7,3 sobre 10. El Confidencial lo denominó como: «Una magistral lección de periodismo». Por otro lado Hobby Consolas sostuvo que: «Tiene más valor como denuncia que como documental». Desde entonces Carles ha dado varias entrevistas sobre su documental en programas de televisión y pódcasts como The Wild Project.

## Episodios
La miniserie documental conta de 3 episodios, cada episodio tiene por título una referencia al título en español de España de alguna película, en concreto, las referencias son a Un monstruo viene a verme, La mala educación y The Great Escape (conocida en España como La gran evasión).
| N.º | Título                     | Dirigido por  | Escrito por                  | Fecha de emisión original | Código de prod. | T. |
| --- | -------------------------- | ------------- | ---------------------------- | ------------------------- | --------------- | -- |
| 1 | «El monstruo quiere verme» | Carles Tamayo | Carles Tamayo y Ramón Campos | 6 de septiembre de 2024   | #YOMOIO1        | 55 |
| Lluís Gros, condenado a 24 años de cárcel por abusar de varios menores en el cine del Masnou, le pide al youtuber Carles Tamayo que haga un documental sobre su caso con la intención de que demuestre su “inocencia”. Tamayo contacta con los denunciantes y descubre que los hechos por los que se condenó a Lluís son sólo la punta del iceberg en un historial delictivo que se extiende por años. |                            |               |                              |                           |                 |    |
| 2 | «Mala educación»           | Carles Tamayo | Carles Tamayo y Ramón Campos | 6 de septiembre de 2024   | #YOMOIO2        | 53 |
| Lluís continúa en libertad pese a que la sentencia por la que fue condenado es firme. Tamayo, que continúa investigando y conviviendo con él mientras intenta comprender qué sucede, descubre entonces que Lluís está urdiendo un plan para eludir a la justicia. |                            |               |                              |                           |                 |    |
| 3 | «Una gran evasión»         | Carles Tamayo | Carles Tamayo y Ramón Campos | 6 de septiembre de 2024   | #YOMOIO3        | 55 |
| Lluís se ha fugado y se encuentra en paradero desconocido. Parece que el delincuente va a fugarse sin pagar su deuda con la justicia. Tamayo consigue quedar con él para grabar la escena final del documental y trama un plan para intentar que se haga por fin justicia. |                            |               |                              |                           |                 |    |

## Premios y reconocimientos
- Premio Iris 2024 Mejor Programa Documental, concedido anualmente por la Academia de Televisión.[5]